# Chiến dịch Krohcol
Chiến dịch Krohcol, hay còn được biết đến với tên gọi là Trận chiến vì Ledge, là một chiến dịch của người Anh vào tháng 12 năm 1941 nhằm xâm chiếm miền Nam Thái Lan sau cuộc xâm lược của Nhật Bản vào Mã Lai và Thái Lan trong Thế chiến 2. Nó được Trung tướng Arthur Percival uỷ quyền như một "Matador thu nhỏ" sau Chiến dịch Matador, một cuộc tấn công phủ đầu vào Thái Lan đã bị chính phủ Anh phản đối và không được thực hiện. Do sự chậm trễ trong việc uỷ quyền của Percival và trong việc chuyển tiếp mệnh lệnh của mình, sự cần thiết phải tổ chức lại quân đội cho Krohcol thay vì cho Matador, và sự kháng cự từ các cảnh sát Thái Lan, đơn vị Krohcol đã không thể đến Ledge kịp thời.

## Matador thu nhỏ
Để thay thế Chiến dịch Matador, ba đơn vị đặc biệt đã được tập hợp lại để quấy rối và trì hoãn cuộc tiến công của quân Nhật từ đầu bãi biển của họ tại Songkhla và Pattani.
Krohcol là quan trọng nhất trong 3 chiến dịch. Krohcol được giao nhiệm vụ phá huỷ đối tượng địa lý được gọi là Ledge. Việc phá huỷ Ledge sẽ chặn được đường đến Pattani, do đó đảm bảo an ninh cho các đường dây liên lạc và rút lui của Sư đoàn Bộ binh 11 Ấn Độ. Đối với người Nhật, việc chiếm được Ledge sẽ cho phép họ tiếp cận các khu vực phía sau của Sư đoàn 11 Ấn Độ, hoặc buộc người Anh phải rút lui khỏi Perak và Kedah, hoặc nếu họ đủ nhanh, họ thậm chí có thể cắt đứt hoàn toàn Sư đoàn 11 Ấn Độ.

## Lực lượng hai bên

### Khối Thịnh vượng chung Anh
Nó được đặt tên là Krohcol vì nó đang hoạt động từ thị trấn Kroh ở biên giới Perak-Thái và "col" là viết tắt của cột (có nghĩa là nhóm chiến đấu).
Lực lượng tham gia Chiến dịch Krohcol ban đầu gồm có:
- Trung đoàn 3/16 Punjab (Trung tá Henry Dawson Moorhead).
- Trung đoàn 5/14 Punjab (Trung tá Cyril Lovesy Lawrence Stokes-bị giết sau khi bị bắt giữ trong Trận sông Slim)[3]
- Khẩu đội Sơn pháo 10 Ấn Độ (Thiếu tá D.G.C. Cowie)
- Đại đội Dã chiến 45, Công binh Hoàng gia Bombay (Thiếu tá J.R. Dinwiddie)[4]

Lực lượng khởi hành từ Kroh bao gồm những người lính từ Trung đoàn 3/16 Punjab và một số kỹ sư dưới quyền chỉ huy của Trung tá Henry Moorhead, được chở trên những chiếc xe tải Marmon-Herrington AWD của Đại đội Vận tải Cơ giới 2/3 Úc dưới quyền chỉ huy của Thiếu tá G.A.C. Kiernan. Krohcol nằm dướ sức mạnh được chỉ định của nó và bị trì hoãn do một tiểu đoàn thứ hai là Trung đoàn 5/14 Punjab và một khẩu đội pháo hạng nhẹ đến trễ. Đơn vị còn lại mà không có chúng. Mục tiêu của đơn vị là một đoạn đường dài 6 dặm (10 km) cắt qua một sườn đồi dốc và được giới hạn ở phía bên kia bởi sự sụt giảm tuyệt đối xuống một con sông và được gọi là Ledge. Việc nổi lên sườn đồi ra đường sẽ khiến quân Nhật bị trì hoãn đáng kể.

### Thái Lan

#### Cảnh sát Hoàng gia Thái
Để chống lại Lực lượng Khối Thịnh vượng chung này là sự kháng cự của các cảnh sát và tình nguyện viên từ Betong dưới quyền chỉ huy của Thiếu tá Prayoon Rattanakit, người đã gây ra sự trì hoãn hơn nữa cho lực lượng Krohcol. Cảnh sát Thái Lan đồng thời chiến đấu với Sư đoàn Bộ binh 5 Nhật Bản tại Pattani, trước khi có lệnh ngừng bắn giữa hai bên.

### Nhật Bản

#### Sư đoàn Bộ binh 5 Nhật Bản
- Trung đoàn Bộ binh 42 (Đại tá Tadao Ando)
  - Tiểu đoàn, Trung đoàn 42 (Thiếu tá Shigeharu Asaeda)
  - 2 Đại đội, Trung đoàn Tăng 14

## Trận Betong
Lực lượng Krohcol bắt đầu vượt qua biên giới khoảng 14 giờ sau cuộc đổ bộ lên Kota Bharu, vào ngày 8 tháng 12, và gặp lực lượng đối lập từ các Cảnh sát Thái và các tình nguyện viên dân sự do Thiếu tá Prayoon Rattanakit, uỷ viên cảnh sát của thị trấn Betong dẫn đầu.
| “ | Tại biên giới Thái-Mã Lai, Sepoy đầu tiên vượt qua hàng hải quan đã bị bắn chết bởi Cảnh sát Thái Lan có vũ trang | ” |

Lực lượng này đã quấy rối người Anh khỏi sự an toàn của các khu rừng xung quanh và chặt cây cao su trên con đường hẹp, làm chậm tiến trình của các xe thiết giáp Bren. Trong khi đó, phần lớn thường dân Thái ở Betong đã được sơ tán khỏi thị trấn, bỏ lại các thương nhân Trung Quốc và Ấn Độ. Sự kháng cự của Thái Lan đã trì hoãn quân Ấn Độ cho đến chiều hôm sau và họ không đến được thị trấn Betong, chỉ cách 5 dặm (8 km) bên trong biên giới, cho đến tối ngày 9 tháng 12.
Khi Krohcol tiến vào Betong, một cảnh sát viên Thái Lan chỉ huy một đơn vị cảnh sát đã cho phép họ đi qua mà không bị cản trở. Sau đó, anh ta tiếp cận Trung tá Moorhead và lịch sự xin lỗi vì "sai lầm". Tuy nhiên, người ta không biết tại sao Moorhead không ngay lập tức đẩy lên Ledge, nhưng sự chậm trễ này là không thể tránh khỏi.

## Chạy đua giành Ledge

### 10 Tháng 12
Vào sáng ngày 10 tháng 12, 3/16 Punjab khởi hành từ Betong và hướng đến Ledge, cách đó 26 dặm (42 km). Trung đoàn 42 Nhật Bản thuộc Sư đoàn 5 cùng với 2 đại đội xe tăng hạng nhẹ, đã đổ bộ lên Pattani lúc 03:00, đã giành chiến thắng trong cuộc đua, đến Ledge vào trưa ngày 10 tháng 12.
Khoảng 14:00, trong khi tiến qua một khe núi phía trên sông Pattani và vẫn còn cách Ledge km 37 1 dặm (1,6 km), Krohcol tiến lên A (P.M.) Đại đội (Subadar Sher Khan) lại bị tấn công, lần này là từ Sư đoàn Bộ binh 5 Nhật Bản. Một Đại đội đã tiến lên xung quanh một ngọn đồi và đã khuất tầm nhìn khi nó bị tấn công. Moorhead đã phái Đại đội D tiến lên phía trước (P.M.s) (Trung uý Zarif Khan) dọc theo con đường để hỗ trợ Đại đội A, và Đại đội C (Dogra) (Đại uý K.A.H. Casson) được phái đến vượt qua một khu rừng bao phủ ở sườn trái. Đại đội B (Sikh) (Trung uý G.B. Palmer) bảo vệ sườn trái của tiểu đoàn.
Ngay sau đó, Moorhead mất liên lạc với cả ba đại đội dẫn đầu. Cuối buổi chiều, một tuỳ viên từ Đại đội D báo cáo rằng Đại đội A đang trong một trận chiến tuyệt vọng chống lại xe tăng và bộ binh với Đại đội D hỗ trợ. Phụ tá của Tiểu đoàn, Đại uý A.E. Charlton, đã đi về phía trước qua một cây cầu gỗ bắc qua suối Kampong To và cùng với người tuỳ viên, anh ta rẽ vào khúc cua gấp 100 m phía trước. Khi vòng qua khúc cua, Charlton phát hiện một chiếc xe tăng Nhật ở khoảng cách ngắn phía trước và phần súng cối của Đại đội A trong một cuộc đấu súng dữ dội. Charlton vội vã quay trở lại cây cầu gỗ và đưa trung đội chống tăng của tiểu đoàn về phía trước. Công binh của Thiếu tá Dinwiddie đã tháo dỡ cây cầu bằng tay. Khi chiếc xe tăng vòng qua khúc cua, nó đã nhận được loạt đạn từ Súng trường chống tăng Boys của Tiểu đoàn và rút lui. Nhưng bộ binh Nhật Bản bây giờ đã chiếm giữ con đường phía trước. Đại đội B và C trở lại ngay trước khi màn đêm buông xuống. Đến nửa đêm ngày 10 tháng 12, Trung tá Stokes cùng với 5/14 Punjab và Khẩu đội Sơn pháo 10 được vận chuyển bởi Đại đội MT 2/3 Úc đã đến Kroh.
Không còn khả năng tiến thêm nữa, và bây giờ bị cắt đứt khỏi hai đại đội của mình, Moorhead vẫn ở Sở chỉ huy Đại đội và Đại đội B ở vị trí cầu nối với âm thanh chiến đấu dữ dội kéo dài suốt đêm.

### 11 Tháng 12
Tình hình vào buổi sáng ngày 11 tháng 12 là Moorhead trấn giữ cây cầu ở km 37 (cách Betong 25 dặm về phía bắc), nhưng anh ta đã mất liên lạc hoàn toàn với các đại đội A và D. Havildar Manawar Khan và 8 người từ Đại đội A trở về với tin tức Subadar Sher Khan và Đại đội A đã bị xe tăng và bộ binh tiêu diệt hoàn toàn.
Punjab 5/14 của Trung tá Stokes và Khẩu đội Sơn pháo 10 đã dành cả buổi sáng để chuẩn bị các vị trí phòng thủ tại Kroh, trong khi chính Stokes đã tiến lên tham khảo ý kiến Moorhead. Moorhead ra lệnh cho Stokes chuẩn bị một vị trí cách Betong 9 dặm (14 km) về phía bắc để yểm trợ cho tiểu đoàn khi nó rút lui. Stokes rời Đại đội C (P.M.), 5/14 Punjab (Trung uý C.E.N. Hopkins-Husson) tại Kroh và tiến về phía trước với phần còn lại của tiểu đoàn của mình cộng với khẩu đội sơn pháo đến cột 15 km, nơ họ chuẩn bị các vị trí mới.
NCO báo cáo rằng vào ngày hôm trước, Đại đội A đã tiến 700 yards (640 m) ra khỏi cây cầu khi họ phát hiện xe tăng và bộ binh Nhật đến từ vị trí Ledge. Subadar Sher Khan đã triển khai đại đội của mình vào khu rừng rậm phía đông con đường và cho phép 2 xe tăng dẫn đầu đi qua. Khi họ đã vượt qua, Khan ra lệnh cho người của mình tấn công bộ binh Nhật. Khan gần như ngay lập tức bị trọng thương, mặc dù quỳ bên đường, anh ta vẫn tiếp tục động viên người của mình, và quân Nhật rút lui trong tình trạng hỗn loạn, để lại một số người bị thương. Một nhóm thứ hai gồm 2 xe tăng và bộ binh đến ngay sau đó và chiếc xe tăng đầu tiên đã chạy qua Subadar bị thương, giết chết ngay lập tức. Phần còn lại của đại đội đã chiến đấu quyết liệt trong nửa giờ tiếp theo, gây ra nhiều thương vong, nhưng bị chặn lại trên con đường rộng, cuối cùng họ bị xoá xổ. Chỉ có một NCO tìm cách trốn thoát, cùng với 8 người sống sót khác.
Vào lúc 11:00 ngày 11 tháng 12, để cứu trợ Moorhead, Trung uý Zarif Khan và Đại đội D quay trở lại qua rừng rậm, sau khi bám vào vị trí của họ cho đến khi màn đêm buông xuống. Trung uý Khan rút vào rừng rậm, và đi đường vòng dài, đến các vị trí của tiểu đoàn, sau khi mất 15 người.
Trong buổi chiều cùng ngày, tiểu đoàn đã bị tấn công ba lần, cuộc tấn công cuối cùng đã diễn ra trước khi màn đêm buông xuống là sức mạnh của tiểu đoàn dọc theo toàn bộ đơn vị Punjab 3/16. Những khẩu sơn pháo của trung đoàn bộ binh Nhật Bản đã tiêu diệt hầu hết các đoàn vận tải của đơn vị Punjab, nhưng cuối cùng đã bị loạt khỏi vòng chiến bởi súng cối 2 inch (51 mm) của đơn vị Punjab. Đại đội Vận tải Ô tô Úc 2/3 và Bệnh viện lưu động Dã chiến 36 đã sơ tán những người lính Punjab bị thương suốt cả ngày.
Với số lượng thương vong ngày càng gia tăng, Moorhead quyết định quay trở lại Betong, dưới sự cho phép của cấp trên. Moorhead đã gọi điện cho Đại tá Harrison (GSO 1), người nói với anh ta rằng anh ta phải bám trụ cho đến khi mệnh lệnh đến. Bản mệnh lệnh cho phép rút về Betong phải được chở bằng xe máy đưa tin từ Murray-Lyon tại sở chỉ huy của anh ta cách đó 113 dặm (182 km).

### 12 Tháng 12
Tiểu đoàn đã giữ vị trí của mình suốt đêm, nhưng đến bình minh, rõ ràng là người Nhật đang cố gắng vượt qua tiểu đoàn từ phía đông và phía nam. Không lâu sau lúc 07:00, một cuộc tấn công mạnh của Nhật Bản bắt đầu, được hỗ trợ bởi lực lượng vượt trội về phía đông và phía nam. Moorhead quyết định rằng anh ta phải cố gắng rút lui nhanh chóng.
Đại đội Sikh của Trung uý Palmer đã có thể tự giải thoát, nhưng với cái giá phải trả là 30 người thương vong trong khi Đại đội Dogra của Đại uý Casson sớm thấy mình bị bao vây hoàn toàn. Casson ra lệnh cho người của mình chiến đấu theo cách của họ. Một số ít người sống sót đã đến được vị trí của Đại đội D. Những người còn sống sót báo cáo rằng cả Casson và chỉ huy thứ hai của anh ta, Trung uý Frank Skyrme đã thiệt mạng trong cuộc giao tranh. Đại uý Harry Casson (từ đảo Saint Vincent) được báo cáo là mất tích trong chiến đấu, được cho là thiệt mạng. Trên thực tế, anh ta đã sống sót sau trận chiến, nhưng bị cắt đứt khỏi đơn vị. Ông sống sót trong rừng rậm trong những năm tháng tiếp theo, cuối cùng bị bắt vào ngày 24 tháng 4 năm 1942.
Gần như bị quân Nhật lấn át và dưới hoả lực pháo binh hạng nặng, Krohcol bắt đầu rút lui. Đại tá Moorhead, được trang bị một khẩu súng trường, vẫn ở lại với hậu phương của 4 xe thiết giáp Bren còn sống sót. Khi họ vừa rời đi, 2 trong số 4 xe thiết giáp bị trúng đạn pháo. Moorhead nhảy lên 2 xe thiết giáp Bren còn lại, nhưng không phải trước khi giải cứu một người lính Punjab bị thương (Moorhead phát hiện anh ta nằm trên con đường bị nổ đạn pháo, nâng một bàn tay mệt mỏi để chía tay anh ta. Anh ta nhảy ra khỏi xe, cõng anh ta trên vai và quay trở lại xe).
Moorhead buộc phải vừa đánh vừa rút đến Betong trong suốt ngày 12 tháng 12, nơi họ đi qua đơn vị Punjab 5/14 của Trung tá Stokes, nơi đang đào hào và chuẩn bị phòng thủ. Quân số của đơn vị Punjab 3/16 đã giảm xuống còn khoảng 350 sĩ quan và binh lính.
Các trinh sát Nhật Bản đã tìm thấy vị trí của đơn vị Punjab 5/14 ngay sau khi trời tối và thăm dò khu vực suốt đêm.

### 13 Tháng 12
Vào lúc bình minh ngày 13 tháng 12, quân Nhật tấn công vị trí này bằng xe tăng hạng nhẹ và bộ binh cơ giới. Một chiếc xe tăng hạng nhẹ đã bị phá huỷ và một số cuộc tấn công của bộ binh phía trước đã bị đánh bại. Với tốc độ thông thường của họ, quân Nhật đã sớm đẩy các lực lượng xung quanh sườn của Stokes. Đơn vị Punjab 5/14 buộc phải rút về Kroh, điều mà họ đã làm với thương vong tương đối nhỏ.
Quân Nhật đã thả một tù nhân khỏi một nhà tù địa phương, một tên cướp cũ biết rõ về khu vực này. Betong bị chiếm đóng trở lại, và lực lượng dưới quyền chỉ huy của Prayoon bắt đầu thực hiện các hành động trừng phạt chống lại người Hoa địa phương, những người được cho là đã chào đón Krohcol bằng cách treo cờ Liên minh Jack cũng như là cờ Quốc Dân đảng. Một người Ấn Độ địa phương bị buộc tội tình nguyện phục vụ (với tư cách là người hướng dẫn) cho Krohcol đã bị một nhóm người Thái báo thù bằng cách theo dõi, dồn vào chân tường và bị bắn chết.

## Hai đơn vị còn lại

### Laycol
Một trong những đơn vị khác, bao gồm 200 binh sĩ xe tải từ Punjab 1/8, và một phần của Khẩu đội chống tăng 273, tất cả đều dưới sự chỉ huy của Thiếu tá E.R.Andrews, đã vượt qua biên giới Thái Lan cùng lúc với Krohcol. Đơn vị này, được đặt tên là Laycol theo tên Chuẩn tướng William Lay, tư lệnh Lữ đoàn Bộ binh 6 Ấn Độ, vượt qua biên giới lúc 17:30 ngày 8 tháng 12 năm 1941 và di chuyển về phía Songkhla để quấy rối và trì hoãn kẻ thù. Laycol đến Ban Sadao, cách biên giới 10 dặm (16 km) về phía bắc lúc hoàng hôn, nơi nó dừng lại và chiếm một vị trí phía bắc của ngôi làng.
Laycol đã chạm trán với một đơn vị cơ giới Nhật Bản do Đại tá Saeki thuộc Sư đoàn 5 Nhật Bản với một đại đội xe tăng từ Trung đoàn Xe tăng 1. Lực lượng được dẫn dắt bởi những chiếc xe tăng và di chuyển theo đội hình chặt chẽ với đèn pha đầy đủ. Hai chiếc xe tăng dẫn đầu đã bị hạ gục bởi các khẩu pháo chống tăng, nhưng bộ binh Nhật nhanh chóng hạ gục và bắt đầu bao vây xung quanh sườn của đơn vị Punjab. Laycol rút lui vào ngày 11 tháng 12 qua vị trí tiền đồn tại Kampong Imam, phá huỷ hai cây cầu và phá huỷ 1/3 đường trở về.

### Đoàn tàu Thiết giáp
Đơn vị cuối cùng là một đoàn tàu thiết giáp, với 30 người từ Trung đoàn 2/16 Punjab và một số kỹ sư, tiến vào Thái Lan từ Padang Besar ở Perlis. Đoàn tàu thiết giáp này đã đến Khlong Ngae, miền Nam Thái Lan, và phá huỷ thành công một cây cầu dài 200 foot (60 m) trước khi rút về Padang Besar.